# Lijst van kerkgebouwen in Amersfoort
Deze (incomplete) lijst bevat een overzicht van de christelijke kerkgebouwen in de gemeente Amersfoort.
| Kerk                                          | Adres                                         | Wijk, plaats    | Kerkelijke functie(s) | Andere functie(s)                                                                          | Bouwjaar, architect, bijzonderheden | Foto |
| --------------------------------------------- | --------------------------------------------- | --------------- | --- | ------------------------------------------------------------------------------------------ | --- | ---- |
| Adventkerk                                    | Ringweg Kruiskamp 74                          | De Kruiskamp    | Hervormde Kerk, sinds 2004 deel van de Protestantse Gemeente Amersfoort (PKN) |                                                                                            | 1962, T. van Hoogevest |      |
| Sint-Ansfriduskerk                            | Jacob Catslaan 28                             | Bergkwartier    | Sint-Ansfridusparochie (RKK), sinds 2010 deel van de Parochie Onze Lieve Vrouw van Amersfoort |                                                                                            | |      |
| Het Apostolisch Genootschap                   | Meridiaan 39                                  | De Koppel       | Het Apostolisch Genootschap |                                                                                            | 1969, J.D. van Arkel |      |
| Appèlkerk                                     | Appelweg 15                                   | Bergkwartier    | Gereformeerde Kerk in Hersteld Verband (tot 1946), Vrije Evangelische Gemeente (1958-2014) | Particulier bezit sinds 2015                                                               | 1927, Gijs van Hoogevest, Amsterdamse school |      |
| Bergkerk                                      | Dr. A. Kuyperlaan 2                           | Bergkwartier    | Hervormde Kerk, sinds 2004 deel van de Protestantse Gemeente Amersfoort (PKN) |                                                                                            | 1952, David Zuiderhoek |      |
| Boogkerk                                      | Watersteeg 2                                  | Nieuwland       | Nederlandse Gereformeerde Kerk (Nieuwland en Hoogland) |                                                                                            | 2001, Albert Jan Braakman |      |
| Brandpunt                                     | Laan naar Emiclaer 101                        | Kattenbroek     | Oecumenisch (Protestantse Gemeente Amersfoort en Parochie Onze Lieve Vrouw van Amersfoort). De RK-parochie trekt zich eind 2022 terug uit de samenwerking. |                                                                                            | 1994 |      |
| De Bron, voorheen Open Hof                    | Vogelplein 1                                  | Liendert        | Gereformeerde Kerk, sinds 2004 deel van de Protestantse Gemeente Amersfoort (PKN), in 2011 gefuseerd met de Opstandingskerk. |                                                                                            | 1972, Jan Plas (Purmerend), in 2011-2012 gerenoveerd en verbouwd. |      |
| De Brug                                       | Schuilenburgerweg 2                           | Schuilenburg    | Hervormde Kerk, sinds 2004 deel van de Protestantse Gemeente Amersfoort (PKN) |                                                                                            | 1970 |      |
| Kapel van Coelhorst                           | Coelhorsterweg 36                             | Hoogland        | |                                                                                            | 14e eeuw |      |
| Van Diestkapel                                | Joannes van Dieststraat 6                     | Vermeerkwartier | Katholiek Apostolische Kerk, sinds 1969 vergaderlokaal van Vergadering van gelovigen |                                                                                            | 1912 |      |
| Elimkerk                                      | Waterdaal 1                                   | Leusderkwartier | Gereformeerde Gemeente (GerGem) |                                                                                            | 1993. J Valk (Soest) |      |
| Elleboogkerk                                  | Langegracht 36                                | Stadskern       | Rooms-Katholieke Parochie Onze Lieve Vrouw ten Hemelopneming, in 1963 gefuseerd met de Sint Franciscus Xaveriusparochie, kerkgebouw aan de eredienst onttrokken | Architectenbureau, gemeentelijk wooninformatiecentrum, Armandomuseum (1998-2007)           | 1820, in 2007 door brand verwoest, in de periode 2011-2014 herbouwd |      |
| Emmaüskerk                                    | Noordewierweg 131                             | Soesterkwartier | oorspronkelijk: Nederlands Hervormde Emmakerk, nu Protestantse Gemeente Amersfoort |                                                                                            | 1929 |      |
| Fonteinkerk                                   | Robert Kochstraat 4                           | Leusderkwartier | Gereformeerde Kerk, sinds 2004 deel van de Protestantse Gemeente Amersfoort (PKN), vervangt de Leusderkerk. |                                                                                            | 1966, D. Zuiderhoek |      |
| Sint-Franciscus-Xaveriuskerk                  | 't Zand 29                                    | Stadskern       | Rooms-Katholieke Sint-Franciscusparochie, sinds 2010 deel van de Parochie Onze Lieve Vrouw van Amersfoort |                                                                                            | 1816, F. Wittenberg, Neoclassicisme |      |
| Heilige Geestkerk                             | Mozartweg 54                                  | Schuilenburg    | Rooms-Katholieke Parochie Heilige Geest, van 2010 t/m 2013 deel van de Parochie Onze Lieve Vrouw van Amersfoort, daarna onttrokken aan de eredienst | Vanaf eind 2013 wijkherberg                                                                | 1963, Taen en Nix |      |
| Heilig Kruiskerk                              | Liendertseweg 48                              | De Kruiskamp    | Rooms-Katholieke Parochie Heilig Kruis, sinds 2010 deel (en eucharistisch centrum) van de Parochie Onze Lieve Vrouw van Amersfoort. Op 10 oktober 2021 aan de eredienst onttrokken. Kerkgebouw wordt sinds 1 november gehuurd door de Baptistengemeente Amersfoort. |                                                                                            | 1958, Herman van Wissen |      |
| Sint-Henricuskerk                             | Paulus Borstraat 41 Matthias Withoosstraat 34 | Soesterkwartier | Rooms-Katholieke kerk tot 2014 vanaf 2014: Kerk van de heilige Cornelius de Honderdman, Orthodoxe Parochie Amersfoort | Sinds jaren 1990 gedeeltelijk woonhuizen, wijkcentrum en bedrijfsruimte                    | 1908, Herman Kroes |      |
| Hersteld Apostolische Zendingkerk             | Banckertstraat 3                              | De Kruiskamp    | Hersteld Apostolische Zendingkerk |                                                                                            | |      |
| De Hoeksteen                                  | Klaartje Donzepad 59                          | Schothorst      | Hervormde Kerk, sinds 2004 deel van de Protestantse Gemeente Amersfoort (PKN) |                                                                                            | 1987, Keyser en Wassink |      |
| Ichthuskerk                                   | Grote Haag 154                                | Stadskern       | Christelijk Gereformeerde Kerk (CGK) |                                                                                            | 1967, G. Pothoven |      |
| Kerk Immanuël                                 | Kraanvogelstraat 1                            | Liendert        | Pinkstergemeente Immanuël (VPE) |                                                                                            | |      |
| De Inham                                      | Hamseweg 40                                   | Hoogland        | Hervormde Kerk, sinds 2004 deel van de Protestantse gemeente Hoogland/Amersfoort-Noord (PKN) |                                                                                            | 1843, B. Ruitenberg |      |
| Johanneskerk                                  | Westsingel 30                                 | Stadskern       | Doopsgezinden, Remonstranten en Vrijzinnig Protestanten |                                                                                            | 1960/1963?, H.J. Schneider en Simon van Woerden |      |
| Sint Joris op 't Zand of Heilige Georgiuskerk | 't Zand 13                                    | Stadskern       | Oud-Katholieke parochie van de Heilige Georgius |                                                                                            | 1927, W. van Gent, Amsterdamse school, verving een schuilkerk uit 1692 |      |
| Sint-Joriskerk                                | Hof 1                                         | Stadskern       | Rooms-Katholieke Kerk tot 1597, daarna voornamelijk protestants, sinds 2004 deel van de Protestantse Gemeente Amersfoort (PKN) |                                                                                            | 1248: parochiekerk 1337: verheven tot kapittelkerk 15e eeuw, 1534: verbouwingen |      |
| Sint-Josephkerk                               | Van Tuylstraat 29                             | Hooglanderveen  | Rooms-Katholieke Sint-Josephparochie, sinds 2010 deel van de Parochie Onze Lieve Vrouw van Amersfoort |                                                                                            | 1918, Wolter te Riele |      |
| De Kandelaar                                  | Heiligenbergerweg 64                          | Randenbroek     | Nederlandse Gereformeerde Kerk |                                                                                            | 1972, Niek van der Stelt |      |
| Leusderkerk                                   | Robert Kochstraat 4                           | Leusderkwartier | Gereformeerde Kerk, vervangen en geannexeerd door de Fonteinkerk (sinds 2004 PKN) | sinds 1966 ontmoetingscentrum bij Fonteinkerk, na verbouwing in 2012 Huis van Zuid genoemd | 1949, B.W. Plooij |      |
| Lichtkring                                    | Laan naar Emiclaer 1                          | Kattenbroek     | Nederlandse Gereformeerde Kerk |                                                                                            | 1991 |      |
| Lutherse Kerk, voorheen Heilige Geestkapel    | Langestraat 61                                | Stadskern       | Heilige Geestbroeders tot verhuizing naar de Pothof 1527, vanaf 1686 Evangelisch-Lutherse Kerk, sinds 2004 deel van de Protestantse Gemeente Amersfoort (PKN) | Tussen 1527 en 1686 o.a. (zondags)school, vleeshal en Waag                                 | Waarschijnklijk 13e eeuw, uitbreiding in 1686, voorzien van een nieuwe gevel in 1837, B. Ruitenberg |      |
| Oase                                          | Liendertseweg 115                             | De Kruiskamp    | Arabisch-Nederlandse kerk, opgericht in 2009 |                                                                                            | |      |
| Sint-Martinuskerk                             | Kerklaan 22                                   | Hoogland        | Rooms-Katholieke Sint-Martinusparochie, sinds 2010 deel van de Parochie Onze Lieve Vrouw van Amersfoort. Sinds 1 november 2021 eucharistisch centrum. |                                                                                            | 1882, Alfred Tepe, toren in 1945 opgeblazen, hersteld in 1955 in andere vorm |      |
| Muurhuizenkerk                                | Muurhuizen 53 (ABC)                           | Stadskern       | Oud Gereformeerde Gemeente | oorspronkelijk woonhuis                                                                    | 17e eeuw |      |
| Nieuw-Apostolische Kerk                       | Utrechtseweg 73-1                             | Bergkwartier    | Nieuw-Apostolische Kerk |                                                                                            | 1938 |      |
| Nieuwe Kerk                                   | Leusderweg 110                                | Leusderkwartier | oorspronkelijk: hervormde kerk (confessionele modaliteit), nu: PGA |                                                                                            | 1924, Gijs van Hoogevest en H.A. Pothoven |      |
| Ontmoetingskerk                               | Ringweg Dorrestein 9                          | Vermeerkwartier | 1966-'84: hervormde kerk | nu: uitvaartcentrum                                                                        | 1966, T. van Hoogevest |      |
| Onze-Lieve-Vrouwekerk                         | Krankeledenstraat 30                          | Stadskern       | Rooms-Katholieke Kerk, in 1579 in handen gekomen van de protestanten | O.a. munitieopslagplaats (18e eeuw)                                                        | Ca. 1460, gebruikmakend van de 12e-eeuwse Sint-Joostenkapel, ingestort als gevolg van een explosie in 1787, ruïne in 1807 gesloopt. Onze-Lieve-Vrouwetoren: ca. 1440-1470, apart van de kerk gebouwd en bewaard gebleven. |      |
| Opstandingskerk                               | Euterpeplein 1                                | Randenbroek     | Gereformeerde Kerk tot 2004, daarna deel van de Protestantse Gemeente Amersfoort (PKN) tot sluiting in 2012 (fusie met De Bron). |                                                                                            | 1963, Dick Egberts (Hilversum), na sluiting in 2012 gesloopt |      |
| Rehobothkerk                                  | Dollardstraat 129                             | Soesterkwartier | Gereformeerde Kerk tot 1998, daarna tot 2012 Evangelische gemeente Rafaël. |                                                                                            | |      |
| Remonstrantse kerk                            | Herenstraat 2                                 | Stadskern       | oorspronkelijk: remonstrantse kerk, 1972-'89: pinkstergemeente | nu: woonhuis                                                                               | 1885, W.H. Kam |      |
| De Schaapskooi, voorheen Oosterkerk           | Magelhaenstraat 70                            | De Kruiskamp    | Nederlandse Gereformeerde Kerk |                                                                                            | 1967 |      |
| Westerkerk                                    | Lingestraat 10                                | Soesterkwartier | Gereformeerde Kerk, sinds 1945 Nederlandse Gereformeerde Kerk |                                                                                            | 1938, Bastiaan Willem Plooij |      |

Lijst van kerkgebouwen in Amersfoort